# Malicia 2000
Pour plus de détails, voir Fiche technique et Distribution.
Malicia 2000 (titre original : « Malizia 2000 ») est un film italien réalisé par Salvatore Samperi et sorti en 1991.
Presque vingt ans après l’immense succès du film Malicia, était produit Malizia 2000, avec le même réalisateur et les mêmes principaux acteurs. Le film fut jugé « pathétique et embarrassant » et se révéla un échec total au box-office. 

## Synopsis
Ignazio La Brocca, la soixantaine, vit dans une villa luxueuse avec Angela, son ancienne bonne à tout faire, devenue sa femme, Le jeune architecte Lance Bruni vient leur rendre visite accompagné de son fils Jimmy âgé de quinze ans. Il a été alerté par la Direction des Beaux-Arts qu’au cours des travaux de construction du métro, tout près d’ici, on aurait trouvé la fosse où Ruggero d'Altavilla (Roger de Hauteville), premier comte de Sicile (1062) aurait muré vivante la princesse Aisha, coupable de n’avoir pas cédé à ses avances. Le jeune Jimmy est immédiatement troublé par Angela qui dort désormais séparée de son mari. Celle-ci trouve une rose déposée dans sa poche puis un mot doux tout à fait explicite. Angela soupçonne d’abord Lance l'architecte, puis devine que l'auteur des lettres est le jeune garçon qui lui fait comprendre qu’il est capable de blesser et même tuer son mari pour changer sa vie. Les fouilles se poursuivent, ainsi que les malentendus, jusqu'à ce qu’Ignazio, convaincu par Jimmy de se rendre de nuit dans la fosse pour y découvrir un trésor est coincé par un éboulement provoqué par le garçon diabolique. Pendant ce temps, Angela a cédé à l'architecte. Ignazio est finalement sorti de ce mauvais pas à la suite des remords de Jimmy. Mais l'arrivée des invités, tous ces événements qui s’enchaînent, l’accident d'Ignazio causés par le jeune secrétaire-amant ont secoué la routine ennuyeuse du couple d'âge mûr, qui, en se séparant de ses hôtes, semble avoir retrouvé une nouvelle harmonie.

## Fiche technique
- Réalisation : Salvatore Samperi
- Scénario : Ottavio Jemma (en) et Salvatore Samperi
- Producteur : Silvio Clementelli (Clesi Cinematografica)
- Musique : Fred Bongusto
- Montage : Sergio Montanari
- Directeur de la photographie : Paolo Carnera
- Cadre : Stefano Alessi
- Genre : Comédie
- durée : 100 minutes
- Année : 1991
- Pays :  Italie

## Distribution
- Laura Antonelli : Angela
- Turi Ferro : Ignazio La Brocca
- Roberto Alpi (it)
- Luca Ceccarelli (it)
- Barbara Scoppa (it)
- Miko Magistro
- Marcello Amone
- Josephine Scandi